# Juno Sóspita

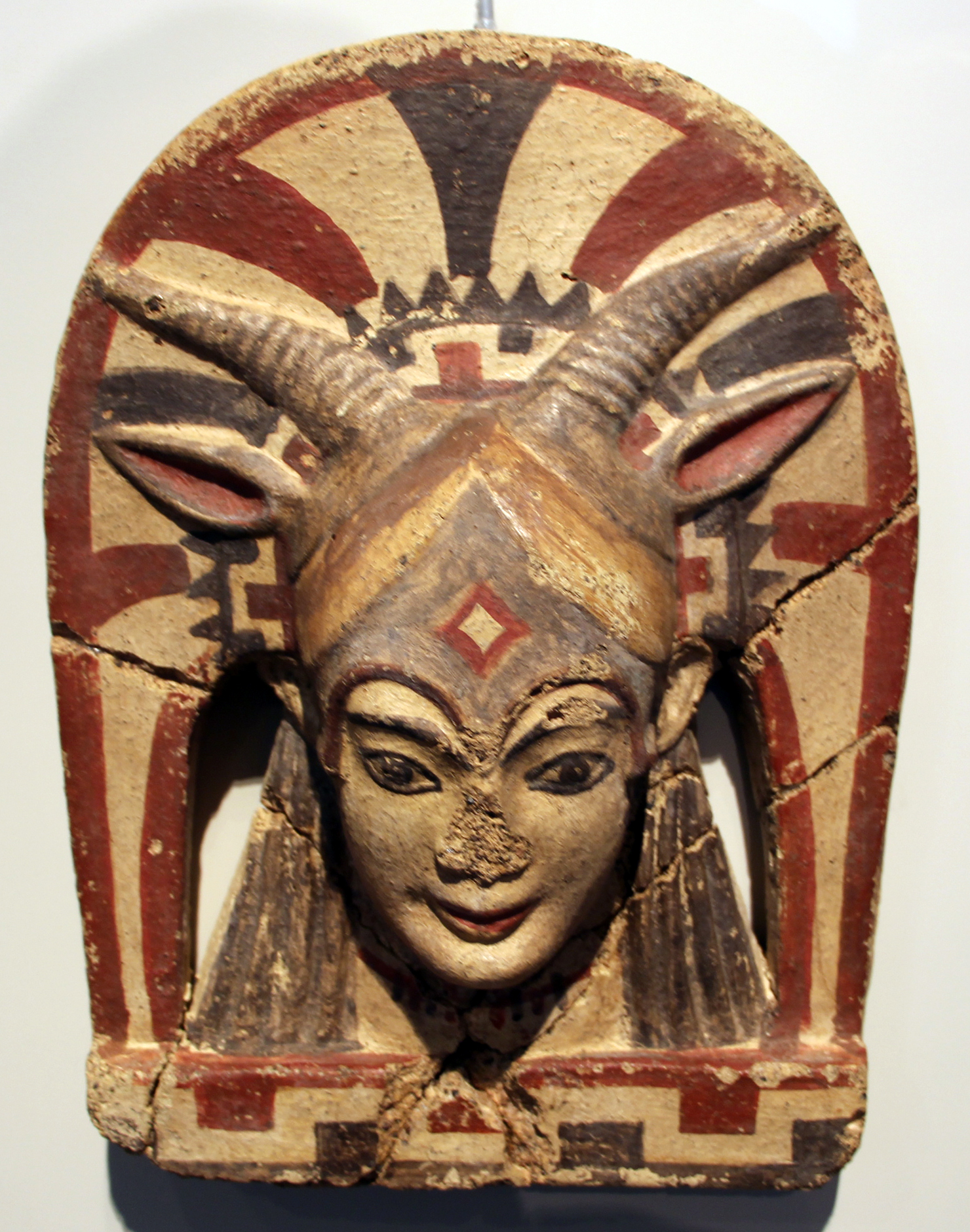
Antefixo com a imagem de Juno Sóspita

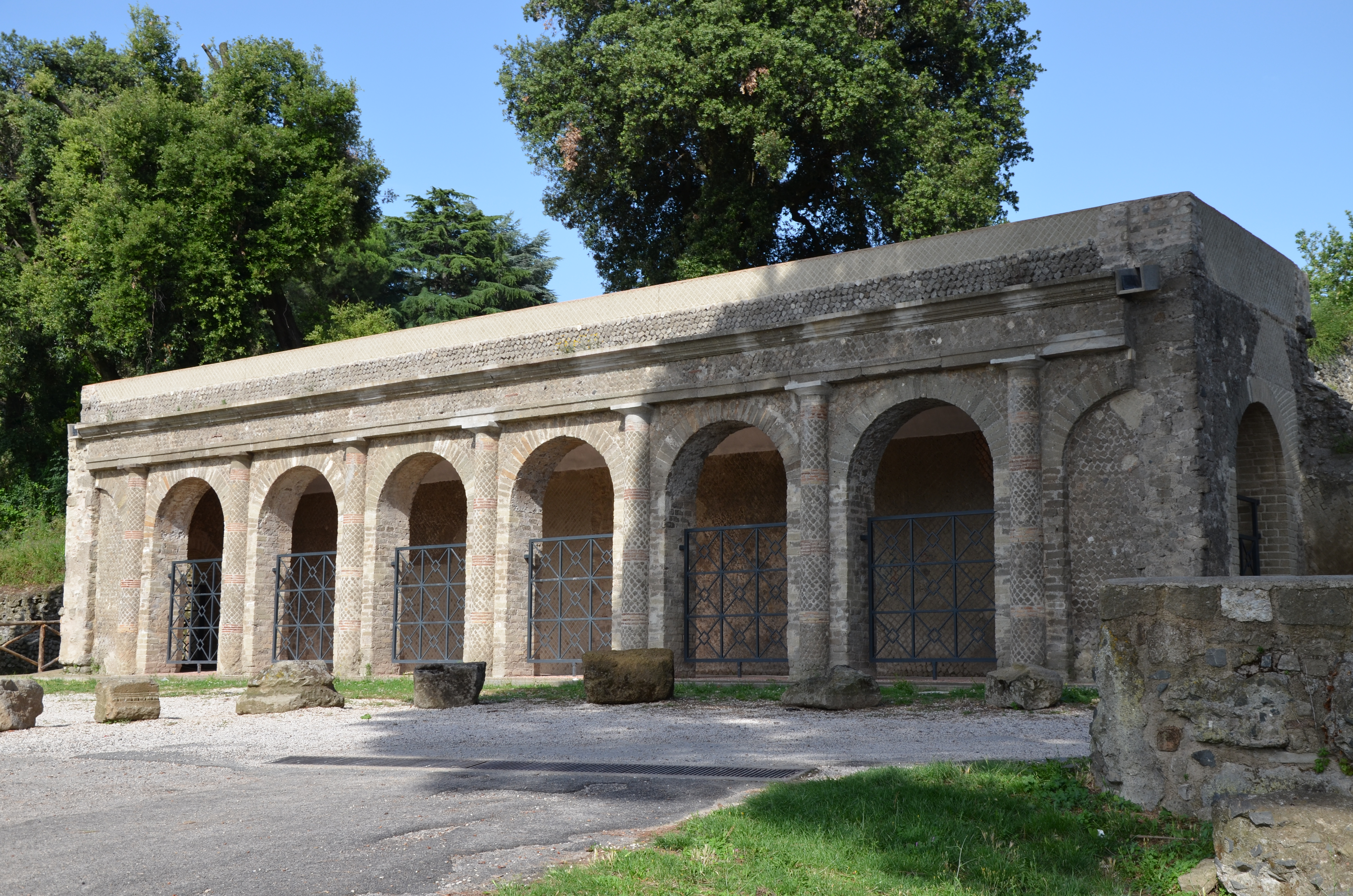
Ruínas do pórtico do Templo de Lanúvio

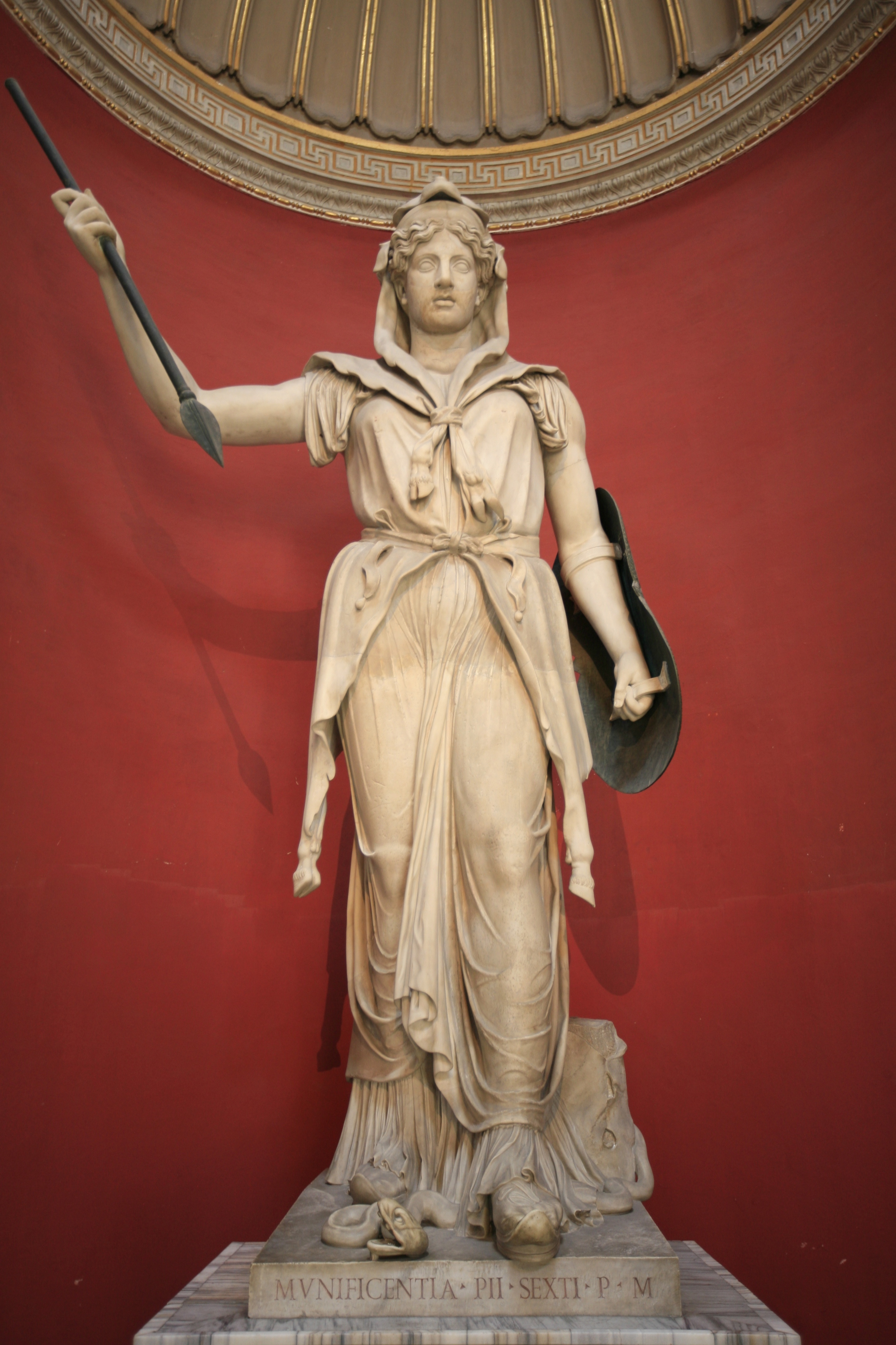
A Juno Sóspita dos Museus Vaticanos, de origem romana, provavelmente do período Antonino

Juno Sóspita foi um dos aspectos da deusa Juno na mitologia latina. Seu apelido Sóspita significa salvadora, propiciadora, preservadora. Sua representação mais conhecida é uma estátua monumental que hoje integra o acervo dos Museus Vaticanos.
Originalmente a Juno Sóspita era a deusa tutelar da cidade de Lanúvio, onde lhe ergueram um importante templo. É atestada em inscrições e estatuetas desde meados do século VI a.C., encontradas em várias cidades do Lácio, indicando já nesta época ter-se tornado uma invocação popular em uma larga região. No Lácio foi a principal invocação de Juno. Era representada coberta por uma pele de bode, usando botas e ostentando uma lança e um escudo, referindo-se aos seus atributos principalmente militares e políticos, como a responsável pela defesa e prosperidade da cidade. Muitas vezes era chamada de Regina (rainha), também aludindo a uma função política. Outro epíteto associado era Mater (mãe), mas é incerto o que significava. Pode ter sido um título meramente honorário, ou uma reminiscência de uma possível origem como uma deidade agrária ou da fertilidade. Na iconografia é muitas vezes associada a uma menina ou a uma serpente, animal que lhe era consagrado.
Seu templo estava localizado na acrópole e foi destruído no século V d.C., mas sobrevivem suas ruínas. Escavações recentes puderam desvendar parte de sua constituição e identificar cinco fases construtivas. Em seu apogeu era a principal estrutura de um complexo de edifícios monumentais, decorado suntuosamente. Eliano e Propércio são as únicas fontes informativas sobre o culto, mas o que transmitem é muito pouco. Um dos ritos estava centrado na serpente sagrada, que era mantida em uma caverna ligada ao templo. O animal era propiciado por bolos levados por uma sacerdotisa virgem, o que talvez servisse para assegurar boas colheitas. Se a serpente recusasse a oferenda a sacerdotisa era sacrificada para esconjurar o risco de uma carestia. Contudo, não há evidências de uma ligação do culto com o mundo agrário e é provável que o rito estivesse mais ligado à questão da pureza, pois acreditava-se que a oferenda seria rejeitada se a sacerdotisa tivesse violado seu voto de castidade. O relato de Eliano faz referência explícita a esse cerimonial como uma prova de virgindade.
Lanúvio havia sido aliada dos romanos, mas entrou na Liga Latina e os combateu na chamada Guerra Latina. Com a vitória de Roma em 338 a.C. foi concluído um tratado de paz, e possivelmente em consideração à antiga fidelidade de Lanúvio, foi estabelecido que a cidadania romana seria estendida aos seus habitantes e as relíquias sagradas seriam devolvidas desde que a deusa e seu culto fossem compartilhados com os romanos, que assumiriam parte da responsabilidade pela sua manutenção mas também dividiriam suas rendas. Provavelmente assumir um controle sobre um culto tão influente foi considerado também uma necessidade política. A partir de então a divindade foi sendo integrada ao panteão romano, mas não se sabe exatamente quando foi recebida em Roma propriamente dita.
A partir de uma citação de Ovídio, parece ter recebido um primeiro templo em Roma instalado no Monte Capitolino, e que poderia datar de logo após a guerra, pois disse que no seu tempo já não existia. Não se sabe como foi esse edifício, e é um pouco incerto se existiu de fato, pois embora tenham sido encontrados vestígios arqueológicos no local, sua identificação como pertencentes a um templo de Sóspita permanece controversa. Ele pode, por outro lado, ter sido desmantelado quando o culto da Magna Mater foi introduzido no Capitólio em 204 a.C., uma vez que ambas as deusas tinham atributos similares e a coexistência teria sido inadequada. Isso também explicaria a escolha de outro local para a construção de um novo templo para a Sóspita logo depois.
De todo modo, seu culto se tornou popular, revestido de qualidades cívicas, e pelo menos desde 217 a.C. foi incorporado oficialmente pelo Estado, recebendo sacrifícios propiciatórios só destinados a deuses principais. Os cônsules romanos passaram a sacrificar a ela uma vez por ano na própria Lanúvio, sinal da grande deferência com que era tratada, um costume que perdurou até o período imperial.
Em 197 a.C. o cônsul Caio Cornélio Cetego iniciou a construção de um templo no Fórum Holitório de Roma, inaugurado em 194, que recebeu grandes riquezas em oferendas. Em 90 a.C. Cecília Metela, filha de Quinto Cecílio Metelo Baleárico e sacerdotisa da deusa, teve um sonho onde a deusa fugia deste templo, dizendo ter sido ultrajada pela negligência e pelas obscenidades que ali se praticavam, sendo convencida a ficar após muitas súplicas. Roma estava atravessando um período de grande agitação, envolvida na Guerra Social. Num tempo em que presságios eram levados a sério, o Senado deu crédito ao sonho e isso levou à restauração do edifício e sua dotação com novas riquezas. Segundo Celia Schultz, "o episódio foi o produto das inextrincáveis relações entre política e religião na Roma republicana; mais especificamente, é um indicativo da insegurança de Roma sobre sua capacidade de manter o controle na Itália sem a ajuda divina". Deste edifício restam alguns elementos incorporados à Igreja de São Nicolau no Cárcere. No período imperial moedas foram cunhadas com sua efígie, apareceu em ex-votos, um festival era celebrado em Roma no dia 1º de julho, 1º de fevereiro também era festejado como o dia do nascimento da deusa, e é registrada na cidade a existência de um colégio de sacerdotes lanuvinos, mas as peculiaridades do seu culto em Roma são desconhecidas.
O culto em Lanúvio se manteve ativo por muito tempo, a cidade permaneceu sempre a sua principal sede e uma referência em tudo o que dizia respeito a esta invocação da deusa. Adriano dedicou no templo de Lanúvio uma estátua de ouro pesando 209 libras, confeccionada a partir de oferendas locais.